# Euphorbia dawei
Euphorbia dawei är en törelväxtart som beskrevs av Nicholas Edward Brown. Euphorbia dawei ingår i släktet törlar, och familjen törelväxter. Inga underarter finns listade i Catalogue of Life.

## Bildgalleri

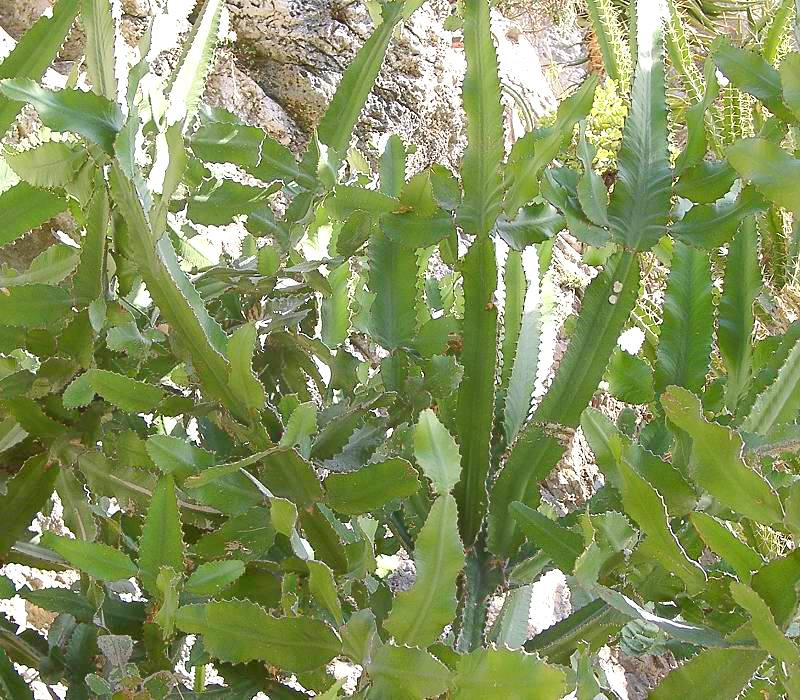
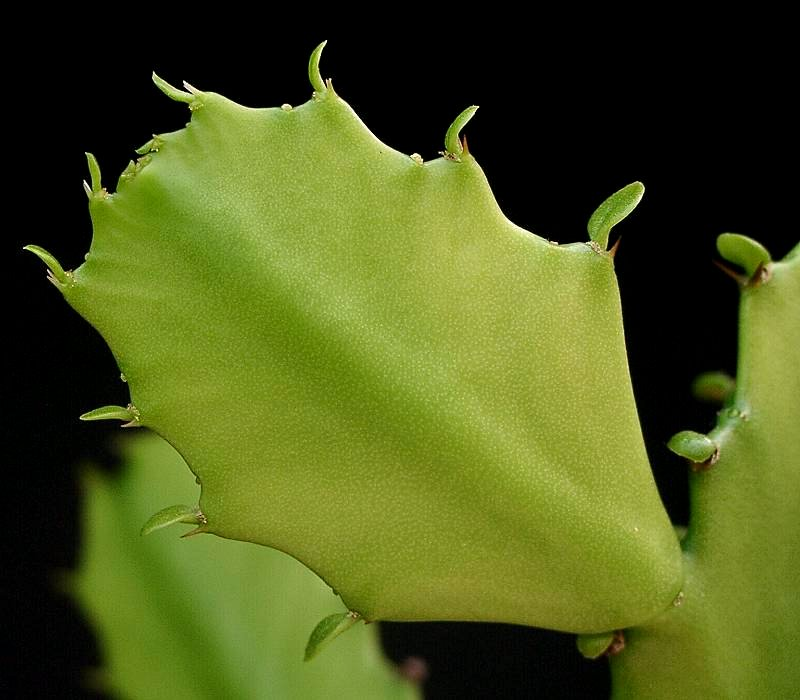
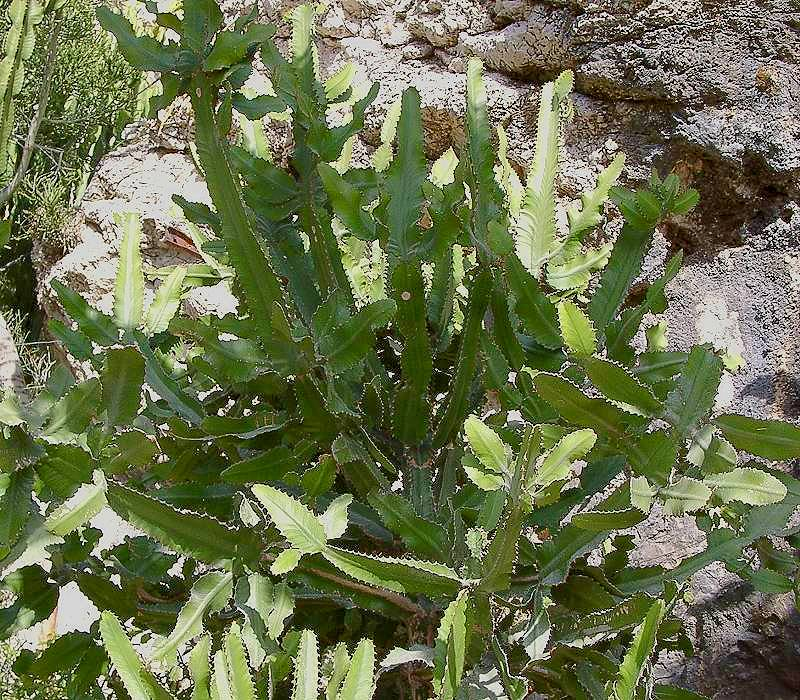
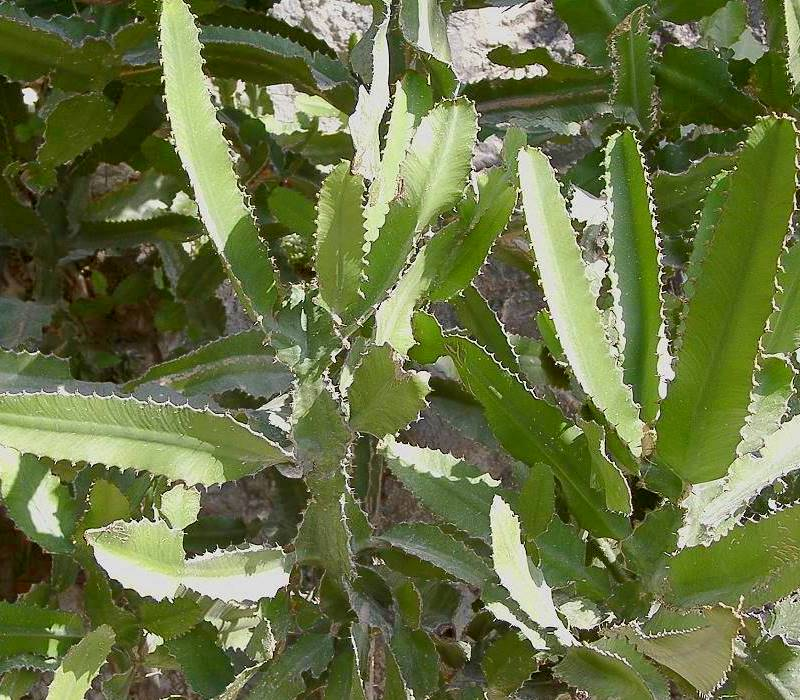